# Paul McNicholas
Paul D. McNicholas é um estatístico irlandês-canadense, professor do Departamento de Matemática e Estatística da Universidade McMaster. Em 2015 recebeu a Tier 1 Canada Research Chair in Computational Statistics. McNicholas usa técnicas de estatística computacional, e modelos de mistura em particular, para obter uma visão sobre conjuntos de dados grandes e complexos. É editor-in-chief do Journal of Classification.

## Formação e carreira
McNicholas frequentou o Trinity College Dublin, onde em 2004 recebeu um B.A. em matemática. Obteve também um M.Sc. em computação de alto desempenho e um Ph.D. em estatística. Sua tese de doutorado é intitulada Topics in Unsupervised Learning.
McNicholas começou sua carreira docente na Universidade de Guelph em 2007. Em 2014 ingressou na Universidade McMaster. É autor de mais de 100 trabalhos científicos citados mais de 4000 vezes. A maior parte de sua pesquisa foi em agrupamento baseado em modelos, especificamente no desenvolvimento de novos modelos de mistura finita para clustering e classificação estatística de dados multivariados. Publicou trabalhos sobre agrupamento de dados de alta dimensão e o uso de misturas não gaussianas. McNicholas publicou duas monografias: Mixture Model-Based Classification e Data Science with Julia.
Recebeu o Prêmio John L. Synge de 2021.